# Pauvres filles des saints stigmates de saint François d'Assise
Les pauvres filles des saints stigmates de saint François d'Assise (en latin : Sororum  Franciscalium  a  Sacris  
Stigmatibus) sont une congrégation religieuse féminine enseignante de droit pontifical.

## Histoire
La congrégation est fondée par Anna Maria Fiorelli Lapini (1809 - 1860) ; Veuve en 1842, elle décide de devenir tertiaire franciscaine, et à l'invitation des frères mineurs du couvent de San Salvatore al Monte (it), elle accueille dans sa maison quelques filles de paysans pauvres des environs de Florence et se consacre à leur éducation.
En 1846, le nombre d'élèves augmentent, la veuve Lapini loue aux piaristes la villa "Fantina", via Erta Canina, et déménage son école. Le 18 mai 1850, avec la bénédiction de l'archevêque de Florence, Mgr Ferdinando Minucci (it), Anne Marie et ses compagnes prononcent leurs vœux.
L'Institut reçoit le décret de louange le 23 juillet 1855, l'année suivante, la congrégation est agrégée à l'Ordre des frères mineurs le 20 mai 1856. L'approbation définitive est donné par Léon XIII le 19 septembre 1888 et leurs constitutions sont approuvées par le Saint-Siège le 29 août 1864.

## Activités et diffusion
Les religieuses stigmatines se consacrent à l'éducation dans des écoles primaires et secondaires .
Elles sont présentes en :
- Europe : Italie, Albanie, Espagne.
- Amérique : Bolivie, Brésil, Équateur
- Afrique : République démocratique du Congo.

La maison généralice est à Rome. 
En 2017, la congrégation comptait 330 sœurs dans 49 maisons. 